# Hubert Hangbé
Hubert J. Hangbé (* 1972; † 3. Mai 2018) war ein beninischer Fußballspieler. Seine Stammposition war das Mittelfeld.

## Karriere

### Verein
Hangbé spielte u. a. für Mogas 90 FC aus Porto-Novo und gewann mit dem Club 1992 die beninische Meisterschaft.

### Nationalmannschaft
Der Mittelfeldspieler bestritt zwischen 1992 und 1997 mindestens zehn Partien für die beninische Fußballnationalmannschaft, u. a. in der Qualifikation zur Fußballweltmeisterschaft 1994.

## Erfolge
- Beninischer Meister: 1992